# James E. Humphreys
James Edward Humphreys (* 10. Dezember 1939 in Erie (Pennsylvania); † 27. August 2020 in Leeds (Massachusetts)) war ein US-amerikanischer Mathematiker, der sich mit algebraischen Gruppen, Liegruppen und Lie-Algebren und deren Darstellungstheorie beschäftigte.

## Werdegang
Humphreys besuchte die Schule in Erie (Pennsylvania) und studierte am Oberlin College (Bachelor 1961) und ab 1961 Philosophie und Mathematik an der Cornell University. 1964 machte er seinen Master-Abschluss an der Yale University, wo er 1966 bei George B. Seligman promoviert wurde (Algebraic Lie Algebras over fields of prime characteristic). 1966 wurde er Assistant Professor an der University of Oregon und 1970 Associate Professor an der New York University. 1974 wurde er Associate Professor und 1976 Professor an der University of Massachusetts. 2003 emeritierte er. 1968/68 und 1977 war er am Institute for Advanced Study, 1969/70 am Courant Institute of Mathematical Sciences of New York University und 1985 Gastprofessor an der Rutgers University.
Er ist durch verschiedene Lehrbücher, unter anderem über Lie-Algebren und ihre Darstellungen, bekannt.
1976 erhielt er den Lester Randolph Ford Award.
Er starb im August 2020 im Alter von 80 Jahren an den Folgen einer COVID-19-Erkrankung.

## Schriften
- Arithmetic Groups, Lecture Notes in Mathematics 789, Springer Verlag 1980 (Vorlesungen am Courant Institute 1971)
- Conjugacy classes in semisimple algebraic groups, AMS 1995
- Introduction to Lie Algebras and Representation Theory, Springer Verlag, Graduate Texts in Mathematics, 1972, 7. Auflage 1997 (auch ins Chinesische und Russische übersetzt)
- Linear Algebraic Groups, Graduate Texts in Mathematics, Springer Verlag 1974, 1998 (auch ins Russische übersetzt)
- Ordinary and modular representations of Chevalley groups, Springer Verlag 1976
- Modular representations of finite groups of Lie type, London Mathematical Society Lecture Note Series 326, Cambridge University Press 2006
- Reflection groups and Coxeter Groups, Cambridge University Press 1990
- Representations of semisimple Lie algebras in the BGG category {\displaystyle {\mathcal {O}}}, AMS 2008
- Modular representations of simple Lie algebras, Bull. Amer. Math. Soc. (N.S.), Band 35, 1998, S. 105–122.
- Modular representations of classical Lie algebras, Bull. Amer. Math. Soc., Band 76, 1970, 878–882
- Algebraic groups and modular Lie algebras, Memoirs AMS 71, 1967
- Hilbert's fourteenth problem, Amer. Math. Monthly, Band 85, 1978, 341–353
- Representations of SL(2,p), Amer. Math. Monthly, Band 82, 1975, 21–39
- Highest weight modules for semisimple Lie algebras, in: Representation Theory I, Lecture Notes in Mathematics 831, Springer Verlag 1980, S.  72–103